# Землетрус у префектурі Фукусіма (2022)
37°42′07″ пн. ш. 141°35′13″ сх. д. / 37.702° пн. ш. 141.587° сх. д.
Землетрус у префектурі Фукусіма — сильний землетрус, що стався 16 березня 2022 біля узбережжя префектури Фукусіма, Японія. За даними Геологічної служби США, магнітуда землетрусу склала 7,3. В результаті цунамі загинуло 4 людей, 225 поранено. Було зафіксовано цунамі заввишки до 30 см.

## Землетрус
За даними Японського метеорологічного агентства, землетрус мав магнітуду 7,4 M JMA, а гіпоцентр знаходився на глибині 60 км. Геологічна служба США заявила, що землетрус мав магнітуду 7,3, а гіпоцентр знаходився на глибині 63,1 км. Йому передував форшок магнітудою 6,5 на глибині 47,2 км.
Землетрус стався внаслідок зворотного розлому на глибині 60 або 63,1 км у межах Тихоокеанської плити. Геологічна служба США заявила, що основною ділянкою розриву була область овальної форми, розташована на глибині 50-70 км. Зсув міг статися не більше ніж на 1,9 метра. Землетрус вважається афтершоком катастрофічного землетрусу в Японії 2011 року. Землетрус відрізняється від події 2011 року тим, що сталося всередині Тихоокеанської плити, тоді як подія 2011 року сталася через зсув на кордоні між Тихоокеанською та Охотською плитами.

## Магнітуда
Японське метеорологічне агентство заявило, що максимальна інтенсивність 6+ за шкалою сейсмічної інтенсивності JMA була зареєстрована у префектурах Міягі та Фукусіма, тоді як Геологічна служба США повідомила про максимальну інтенсивність за шкалою Меркаллі VIII (Сильна). Землетрус відчувався в містах Нанао та Аоморі. Велика глибина гіпоцентру, а також його масштаби призвели до сильного відчуття поштовхів у регіонах Тохоку та Канто.

## Наслідки
Міністерство землі, інфраструктури, транспорту та туризму Японії повідомило, що в районі Великого Токіо було зареєстровано 17 випадків зупинки ліфтів із людьми усередині. Ще про вісім випадків повідомлялося в префектурах Тіба, Канагава, Ібаракі та Сайтама.
Серйозні перебої у подачі електроенергії відбулися в регіонах Тохоку та Канто. За оцінками, 2,2 мільйона домогосподарств із 13 префектур залишилися без електрики. Повідомлялося про 300 000 відключень електроенергії. 120 000 випадків відключення електроенергії сталося в Токіо, 60 000 у Канагаві та 50 000 у префектурі Тіба. Tohoku Electric Power Co., Inc. заявила, що сталося приблизно 153 200 перебоїв у подачі електроенергії, з них 90 000 у Фукусімі та 50 000 у префектурі Міягі.

## Загиблі та поранені
Чоловік у віці 60 років із Соми, Фукусіма, помер після того, як вистрибнув із вікна, щоб врятуватися. Друга смерть сталася в Томі, Міягі, від серцевого нападу помер чоловік віком 70 років. Третя смерть сталася в Сітігахамаї, Міягі. Прем'єр-міністр Японії Фуміо Кісіда повідомив 17 березня, що чотири особи загинули і щонайменше 97 отримали поранення.
Щонайменше 49 жителів префектури Міягі та 36 у префектурі Фукусіма отримали травми та потребували медичної допомоги. Чотири людини в Куріхарі, Міягі, отримали незначні травми через падаючі предмети. У регіоні Косін'єцу, як повідомляється, постраждали десять осіб. Три людини отримали поранення в префектурах Іваті та Ямагата, одна людина була поранена у префектурі Акіта.
NHK повідомила про 225 поранених.

## Цунамі
Попередження про цунамі було випущено для населення вздовж узбережжя префектур Міягі та Фукусіма, почалася евакуація. Попередження про цунамі було скасовано о 05.00 за місцевим часом, оскільки спостерігалися лише невеликі хвилі. Офіційні особи заявили, що зміни висоти хвиль на узбережжях префектур Фукусіма, Міягі та Івате не призведуть до серйозних наслідків.
Цунамі заввишки 20 см було зафіксовано в порту Ісіномакі, Міягі, о 00:29 за місцевим часом. У 02:14 було зафіксовано цунамі заввишки 30 см. У порту Сендай цунамі досягло 20 см о 03:15.